# Jesup, Georgia
Jesup är en stad (city) i Wayne County, i delstaten Georgia, USA. Enligt United States Census Bureau har staden en folkmängd på 10 278 invånare (2011) och en landarea på 42,5 km². Jesup är huvudort i Wayne County.